# Osamu Tezuka's Sterrenstelsel
Osamu Tezuka's Sterrenstelsel is een verzameling manga-personages van de hand van mangaka Osamu Tezuka. Tezuka hergebruikte vaak dezelfde personages in verschillende rollen doorheen zijn oeuvre. Dit deed hij op een manier gelijkaardig aan hoe een filmregisseur dezelfde filmsterren inzet voor verscheidene rollen doorheen zijn films. Een bekend voorbeeld is het personage Shunsaku Ban (soms Shunsuke Ban): Ban speelt zowel een detective in Tezuka's Metropolis als de leerkracht van Astroboy in de Astroboy tekenfilms.
Tezuka stelde ooit als grap een lijst op van hoeveel loon elk personage verdiende voor hun verschijningen, net zoals echte acteurs.
Bepaalde Japanse kanji delen een uitspraak, maar niet hun betekenis. Daarom dragen personages vaak fonetisch gezien dezelfde naam doorheen verschillende manga, maar worden hun namen met andere kanji geschreven.

## Selectie van veel voorkomende personages
- Acetylene Lamp: ook bekend als Drake of Torch. Een lange man van middelbare leeftijd met een dunne neus, een groot voorhoofd, fronsende ogen, een kleine snor en een grote bril. Hij verschijnt onder meer in Message to Adolf, Black Jack, Metropolis, Hi no Tori en Jungle Emperor.
- Afill
- The Amazing Three
- Ambassador Magma: een reuzachtig mensachtig wezen dat kan veranderen in een ruimteschip.
- Atlas
- Atom: het hoofdpersonage uit Astroboy, ook bekend als Astro. Atom is een kindrobot met een korte broek en twee kuifjes. Hij is goedhartig en heeft een aantal speciale krachten. Hij speelt onder meer mee in Black Jack en de anime Undersea Super Train: Marine Express.
- Shunsaku Ban of Shunsuke Ban: ook bekend als Mustachio. Hij is een kale man van middelbare leeftijd met een grote snor. Hij speelt vaak humoristische rollen en is vaak een leerkracht of een detective. Hoewel hij een goed karakter heeft, is hij vaak slechtgehumeurd. Zijn bijnaam is Higeoyaji (Oude snorrenman). Soms heeft hij een assistent genaamd Ken'ichi. Hij komt in zeer veel Tezuka manga voor, waaronder Astroboy en Metropolis.
- Big X
- Biwamaru: een smalle kale blinde man. Zijn linkeroog is groter dan zijn rechter. In Dororo speelt hij een reizende monnik. In Black Jack is hij een acupuncturist en Black Jack's rivaal.
- Black Garon
- Black Jack: een koudbloedige maar goedhartige en geniale chirurg, het hoofdpersonage in Black Jack. Hij weigert zijn medische licentie te behalen vanwege de corruptie in de medische wereld en komt hierdoor vaak in aanraking met de politie. Desondanks zijn legaal statuut wordt hij gezien als een wonderdokter. Hoewel zijn diensten zeer duur zijn, helpt hij vaak arme patiënten zonder hen geld te vragen. Black Jack wordt vaak vergezeld door zijn assistente en geadopteerde dochter Pinoko. Black Jack draagt meestal een mantel en een das. Hij heeft zwart-wit haar, donkere ogen en een litteken op zijn gezicht.
- Buku Bukk
- Makeru Butamo
- Aritake Chikara
- Wato Chiyoko
- Lord Deadcross
- Don Dracula: een vampier uit Don Dracula.
- Duke Red: een grote man met een haakneus en piekenhaar. Hij verschijnt voor het eerst in Metropolis. Hij speelt onder meer mee in Boeddha en Astroboy.
- Doctor Fooler
- Frankenstein
- Ham Egg: ook bekend als Cachatore, Hammond Eggs, Hamegg en Simon Sakely. Hij is voornamelijk bekend als een circusdirecteur in Astroboy en een jager in Jungle Emperor. Ook speelt hij onder meer mee in Hi no Tori.
- Doctor Hanamaru
- Ben Heck
- Higedaruma
- Rock Holmes: een jonge stoere man met glimmend zwart haar. Soms draagt hij een zonnenbril. Hij speelt zowel heldenrollen (bijvoorbeeld in Rock Bokenki) als schurken (bijvoorbeeld in Hi no Tori).
- Hyakkimaru: een ronin die tegen demonen vecht in Dororo.
- Hyoutan-Tsugi: ook bekend als Gourdski. Hij is een rokende kleine pompoen met een varkensgezicht. Tezuka voegde hem vaak toe aan strips als grap. Hij verschijnt in bijna alle Tezuka manga.
- Sekken Kao
- Sankaku Kin: de leider van een Chinese criminele organisatie. Hij heeft een ovaal gezicht, dikke lippen, een zonnebril en een enkele lange haar.
- Kutter
- Kimba: ook bekend als Leo. Hij is een dappere, vegetarische albinoleeuw. De punten van zijn oren zijn zwart. Hij is vooral bekend vanwege de manga Jungle Emperor en treedt op als ambassadeur tussen de mensenwereld en die van de dieren.
- Maria
- Boon Marukubi
- Mason
- Melmo: een negenjarig meisje dat in een negentienjarige vrouw kan veranderen. Hoewel ze in haar eigen strip, Fushigi na Melmo, dezelfde persoon blijft, worden haar beide verschijningen in andere manga vaak als twee verschillende personages gebruikt; soms zelfs als moeder en dochter. Melmo speelt verscheidene rollen in Black Jack.
- Michi: een jonge mooie vrouw. Ze is vooral bekend als de androïde Michi in Metropolis en als Atom's moeder in Astroboy. In de animebewerking van Metropolis heet ze Tima.
- Tima:
- Monsieur Ampere
- Necktall Norse
- Notaarin: ook bekend als Notarlin. Hij is een oudere man met een rond hoofd. Soms heeft hij een snor en een haar. Hij speelt onder meer mee in Metropolis en in Nextworld.
- Professor Ochanomizu: Atom's mentor in Astroboy. Hij speelt ook vaak machthebbende rollen in Black Jack.
- Omotanium: een substantie gelijkaardig aan Kryptoniet die verschillende eigenschappen had doorheen verschillende verhalen.
- Phoenix: de feniks uit Hi no Tori.
- Pinoko: Black Jack's assistente an adoptieve dochter in Black Jack.
- Pippy: een zeemeermin en Triton's echtgenote in Umi no Triton.
- Police Inspector Geta
- Police Inspector Tawashi
- Prime Rose: een meisje met rood haar. Oorspronkelijk was ze een strijdster in de manga Prime Rose. In Astro Boy: Omega Factor speelt ze Lamp's dochter.
- Rainbow Parakeet: een lange jonge man met donker haar, een rode zonnebril, een witte jas en een zwarte broek en handschoenen. Hij is het hoofdpersonage in de manga Nana-iro Inko en speelt verscheidene rollen in Astroboy.
- Riiko
- Rommel
- Sam Saboten: Rock's vervanger.
- Princess Knight/Sapphire: een jonge vrouw met zwart krullend haar. Ze is het hoofdpersonage in Ribon no Kishi en de Mu-koningin in de film Undersea Super Train: Marine Express. Ze speelt ook mee in Astro Boy: Omega Factor.
- Saruta: een robuuste man met een grote ronde neus. Hij speelt Saruta en al diens nakomelingen in Hi no Tori. Hij komt ook voor in Boeddha en in Black Jack.
- Kojiro Sasaki
- Saturn: een grote brutale man met een grote kin en een puntige snor. Hij speelt mee in Astroboy.
- Hosuke Sharaku: een jongen met een groot hoofd en een pleister op zijn voorhoofd. Hij is het hoofdpersonage in Mitsume ga Tooru. Hij speelt in verscheidene Astroboy computerspellen mee en komt ook voor in Boeddha en Black Jack. Zijn pleister verbergt een derde oog.
- Ken'ichi: het neefje en de assistent van Shunsaku Ban.
- Shumari
- Skunk Kusai: een bleke blonde schurk met een korte neus en slaperige ogen. Hij is een antagonist in Astroboy en in Metropolis.
- Songoku: het hoofdpersonage uit Boku no Songoku.
- Spider: een komisch personage wiens enige rol is om het onderwerp van een grap te zijn. Hij is een korte man met een zwarte mantel, een lange neus en een haar.
- Doctor Tenma: een man wiens haar en gezicht lijkt op dat van een haan. Hij is Astro's vader en maker. Hij speelt in verscheidene andere manga mee, waaronder Black Jack.
- Osamu Tezuka: Tezuka komt zelf vaak voor in zijn eigen werk, meestal als grap. Hij heeft een ronde gevlekte neus, een ronde bril en een beret.
- Tick & Tuck
- Tonanshipei
- Wato Chiyoko
- Unico: het eenhoorntje uit Unico.
- Zephyrus